# Бен-де-Бретань (кантон)
Бен-де-Бретань (фр. Bain-de-Bretagne) — кантон во Франции, находится в регионе Бретань, департамент Иль и Вилен. Входит в состав округа Редон.

## История
До 2015 года в состав кантона входили коммуны Бен-де-Бретань, Кревен, Ла-Ноэ-Бланш, Месак, Пансе, Плешатель, Полинье, Тейе и Эрсе-ан-Ламе.
В результате реформы 2015 года состав кантона был изменен. В его состав вошли коммуны упраздненных кантонов Гран-Фужре и Ле-Сель-де-Бретань.

## Состав кантона с 22 марта 2015 года
В состав кантона входят коммуны (население по данным Национального института статистики за 2018 г.):
- Бен-де-Бретань (7 331 чел.)
- Гран-Фужре (2 436 чел.)
- Кревен (2 858 чел.)
- Ла-Бос-де-Бретань (663 чел.)
- Ла-Доминле (1 386 чел.)
- Ла-Куйер (462 чел.)
- Ла-Ноэ-Бланш (1 012 чел.)
- Лаллё (565 чел.)
- Ле-Пети-Фужре (888 чел.)
- Ле-Сель-де-Бретань (1 107 чел.)
- Пансе (1 180 чел.)
- Плешатель (2 828 чел.)
- Полинье (1 199 чел.)
- Сен-Сюльпис-де-Ланд (818 чел.)
- Сент-Анн-сюр-Вилен (1 028 чел.)
- Сольньер (782 чел.)
- Тейе (1 067 чел.)
- Требёф (1 246 чел.)
- Шантелу (1 800 чел.)
- Эрсе-ан-Ламе (1 501 чел.)

## Политика
На президентских выборах 2022 г. жители кантона отдали в 1-м туре Эмманюэлю Макрону 31,1 % голосов против 23,9 % у Марин Ле Пен и 20,1 % у Жана-Люка Меланшона; во 2-м туре в кантоне победил Макрон, получивший 60,8 % голосов. (2017 год. 1 тур: Эмманюэль Макрон – 26,4 %, Марин Ле Пен – 20,8 %, Жан-Люк Меланшон – 19,7 %, Франсуа Фийон – 15,7 %; 2 тур: Макрон – 68,2 %. 2012 год. 1 тур: Франсуа Олланд — 27,2 %, Николя Саркози — 24,3 %, Марин Ле Пен — 18,6 %; 2 тур: Олланд — 57,1 %).
С 2021 года кантон в Совете департамента Иль и Вилен представляют мэр коммуны Ла-Ноэ-Бланш Фредерик Мартен (Frédéric Martin) и мэр коммуны Требёф Лоранс Ру (Laurence Roux) (оба — Разные левые).
|                | Кандидаты                   | Партия                   | Первый тур | Первый тур     | Второй тур | Второй тур |
| Кол-во голосов | Кандидаты                   | Партия                   | % голосов  | Кол-во голосов | % голосов  |            |
| -------------- | --------------------------- | ------------------------ | ---------- | -------------- | ---------- | ---------- |
|                | Фредерик Мартен Лоранс Ру   | Разные левые             | 2 082      | 31,35          | 3 544      | 55,80      |
|                | Мирьям Гойе Венсан Минье    | Вперёд, Республика!      | 1 516      | 22,83          | 2 807      | 44,20      |
|                | Самуэль Даньон Надин Дреан  | Правоцентристский блок   | 1 194      | 17,98          |            |            |
|                | Луи Родье Каролин Фобладье  | Национальное объединение | 1 182      | 17,80          |            |            |
|                | Стефан Морен Беренис Роллан | Прочие                   | 667        | 10,04          |            |            |

|                | Кандидаты                 | Партия             | Первый тур | Первый тур     | Второй тур | Второй тур |
| Кол-во голосов | Кандидаты                 | Партия             | % голосов  | Кол-во голосов | % голосов  |            |
| -------------- | ------------------------- | ------------------ | ---------- | -------------- | ---------- | ---------- |
|                | Надин Дреан Ивон Мелле    | Правый блок        | 3 722      | 36,19          | 6 801      | 68,81      |
|                | Мари Десуаз Тома Журден   | Национальный фронт | 2 750      | 26,74          | 3 083      | 31,19      |
|                | Ги Ренфре Валери Шаттон   | Левый блок         | 2 549      | 24,78          |            |            |
|                | Арно Годбен Виржини Руссо | Разные левые       | 1 265      | 12,30          |            |            |